# Трефилівка (зупинний пункт)
Трефилівка - не діючий (станом на 2024 рік) зупинний пункт на залізничному напрямі Харків - Льгов, що до 2019 року обслуговував села Трефилівка, Введенська Готня, Лаптівка Ракитянського району Бєлгородської області.

## Історія
Станція Трефилівка з’явилася не пізніше 1916 року як непасажирський роз’їзд 127 версти. 
В 1926 році роз’їзд отримав сучасну назву за найменуванням найближчого села, яке, за переказами, отримало назву від тамтешнього землевласника. 
До початку курсування на даному напрямі приміських поїздів сполученням Харків – Готня (перша половина 30-х років) по роз’їзді, починаючи з 1926 року, зупинялися всі поїзди пасажирського сполучення, яких тут у 20-х роках ХХ століття налічувалося дві пари на добу. У 50-ті - 60-ті роки по Трефилівці зупинялися різні потяги пасажирського сполучення, насамперед - Маріуполь - Ленінград і Харків - Брянськ.
Після Другої Світової війни Трефілівка - станція. На початку 2000-х станцію закрито, у 2018 році припинене пасажирське сполучення. 